# Maj 2015
| Maj 2015 |
| Månader under 2015: Januari · Februari · Mars · April · Maj · Juni · Juli · Augusti · September · Oktober · November · December ← December 2014 · Januari 2016 → |

## Händelser

### 7 maj
- Parlamentsval hålls i Storbritannien.

### 9 maj
- Våldsamma eldstrider mellan Makedonisk polis och beväpnade terrorister inträffar i den Makedoniska staden Kumanovo[1] [2] [3].

### 12 maj
- 30 dödas och 1 100 skadas i ett nytt skalv i centrala Nepal.
- 90 personer dödas och 300 skadas när den Saudiledda koalitionen anfaller en militärbas i Jemens huvudstad Sanaa.

### 13 maj
- Burundis president Pierre Nkurunziza avsätts i en mlitärkupp.

### 14 maj

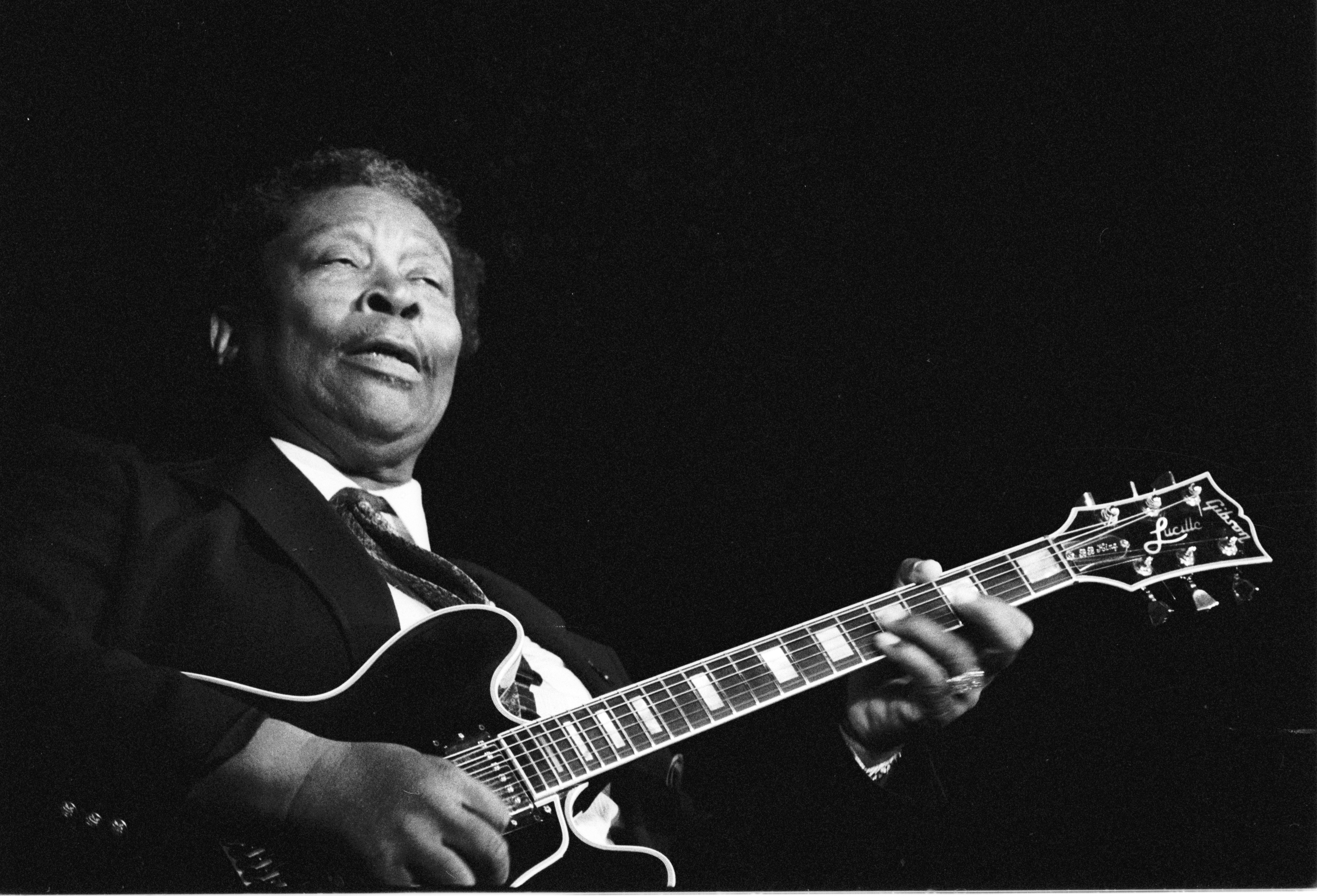
B.B. King.

- Den amerikanske bluesmusikern B.B. King avlider.